# Pobistrýce
Pobistrýce (německy Pobistreitz) je malá vesnice, část okresního města Pelhřimov. Nachází se 6 km na sever od Pelhřimova. V roce 2009 zde bylo evidováno 14 adres. V roce 2001 zde trvale žilo 24 obyvatel. Východně od osady protéká říčka Hejlovka a nacházejí se zde Prasatkové vodopády.
Pobistrýce je také název katastrálního území o rozloze 1,93 km².

## Další fotografie

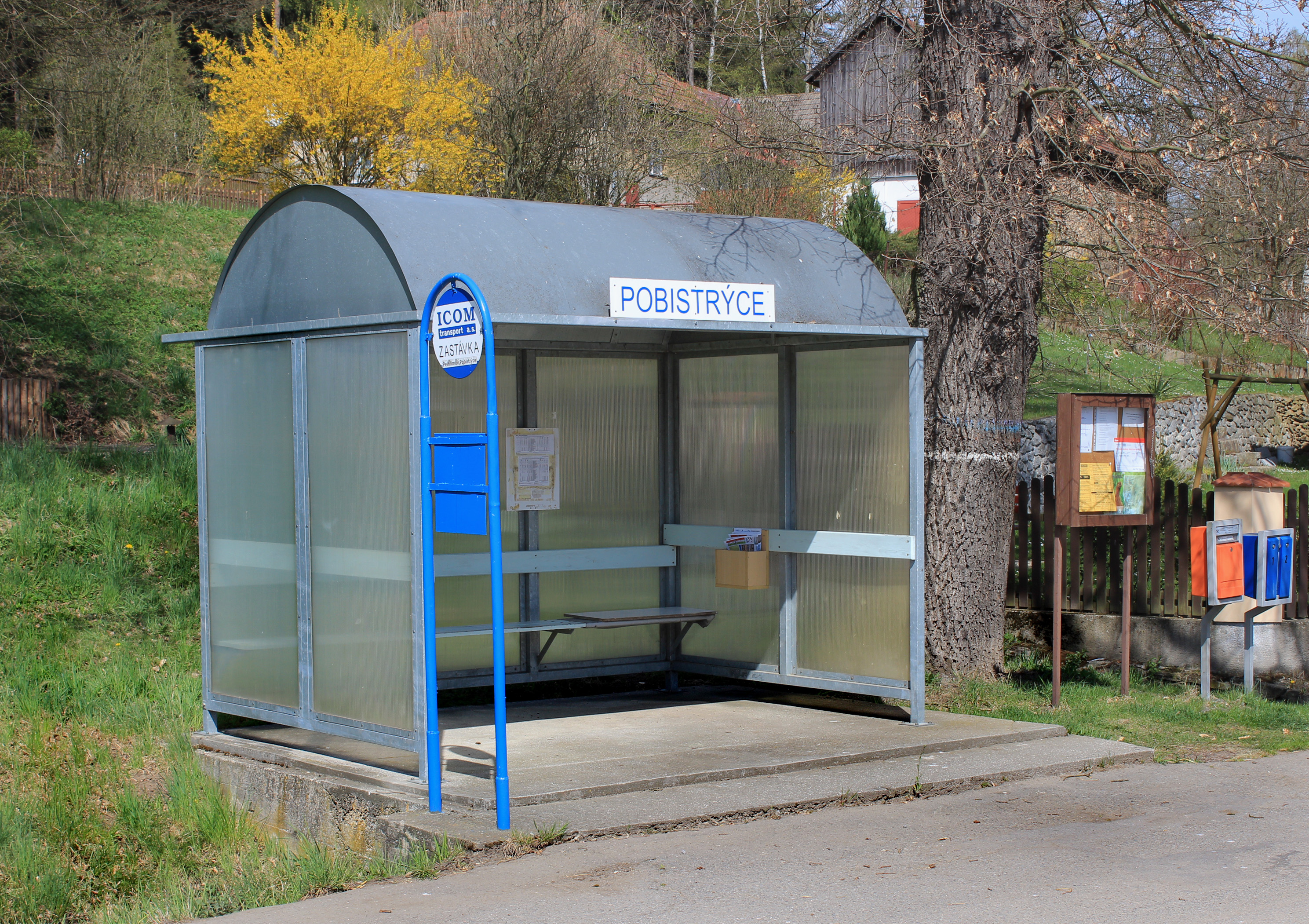
Zastávka
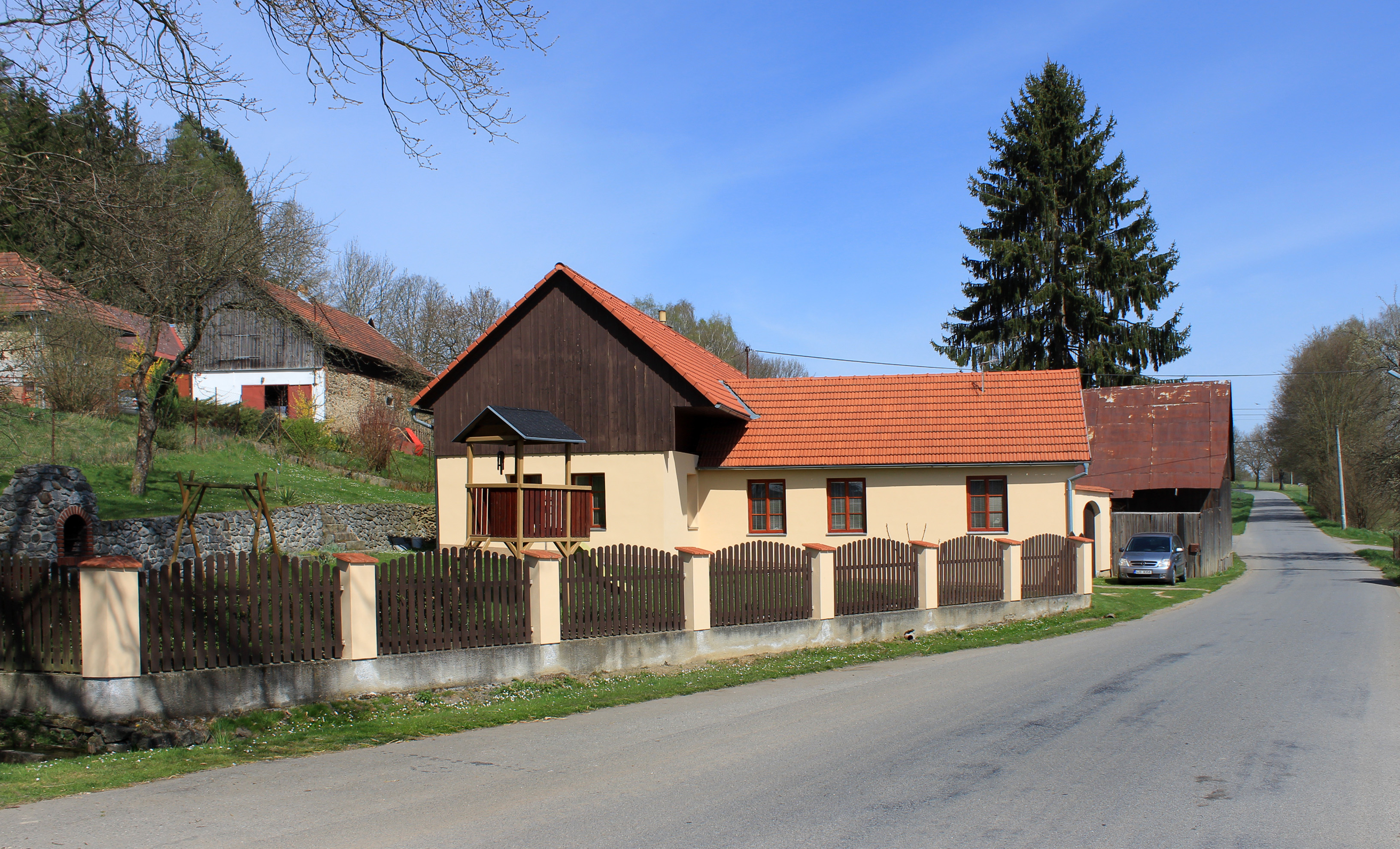
Západní část vesnice
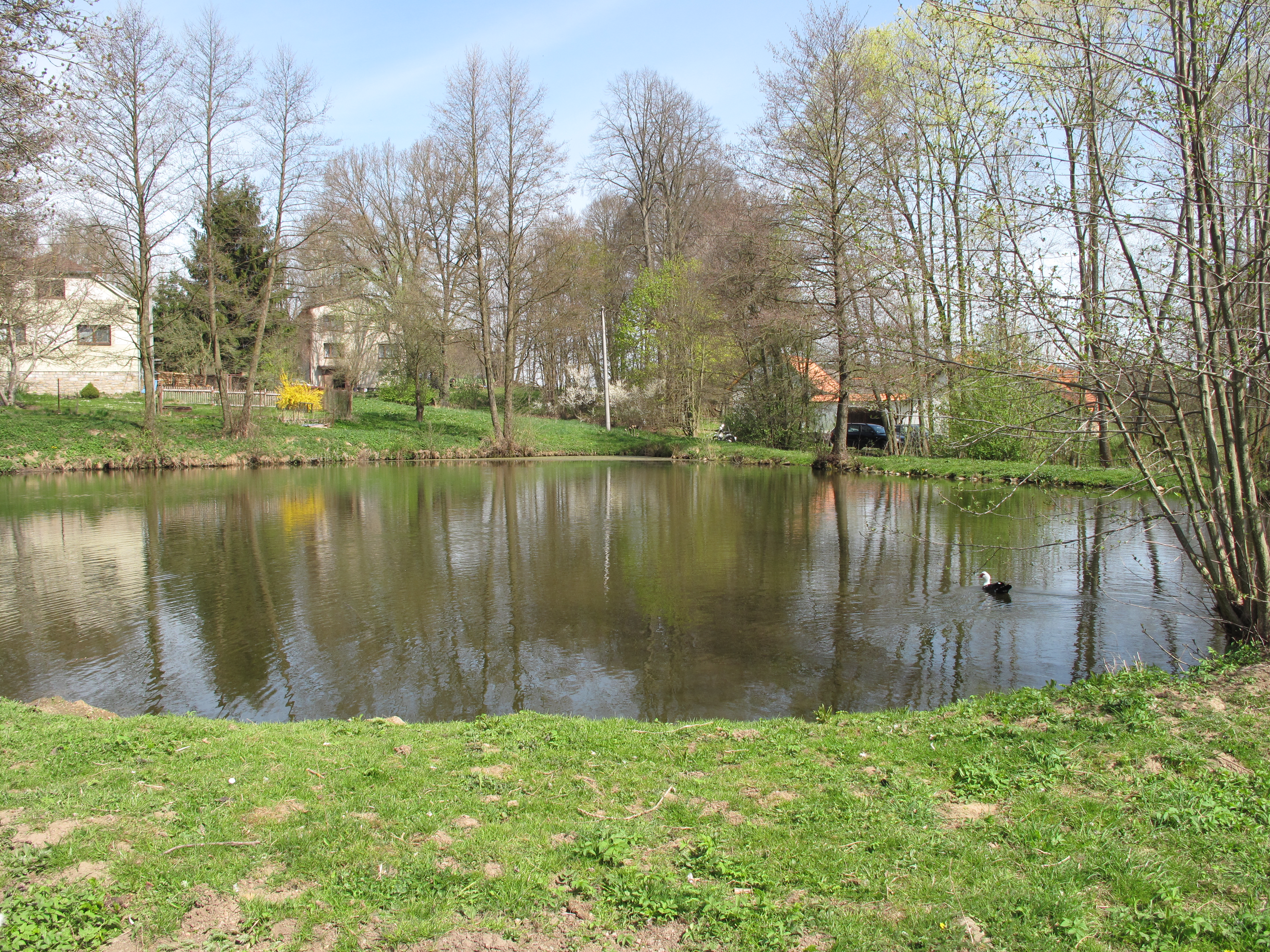
Rybník
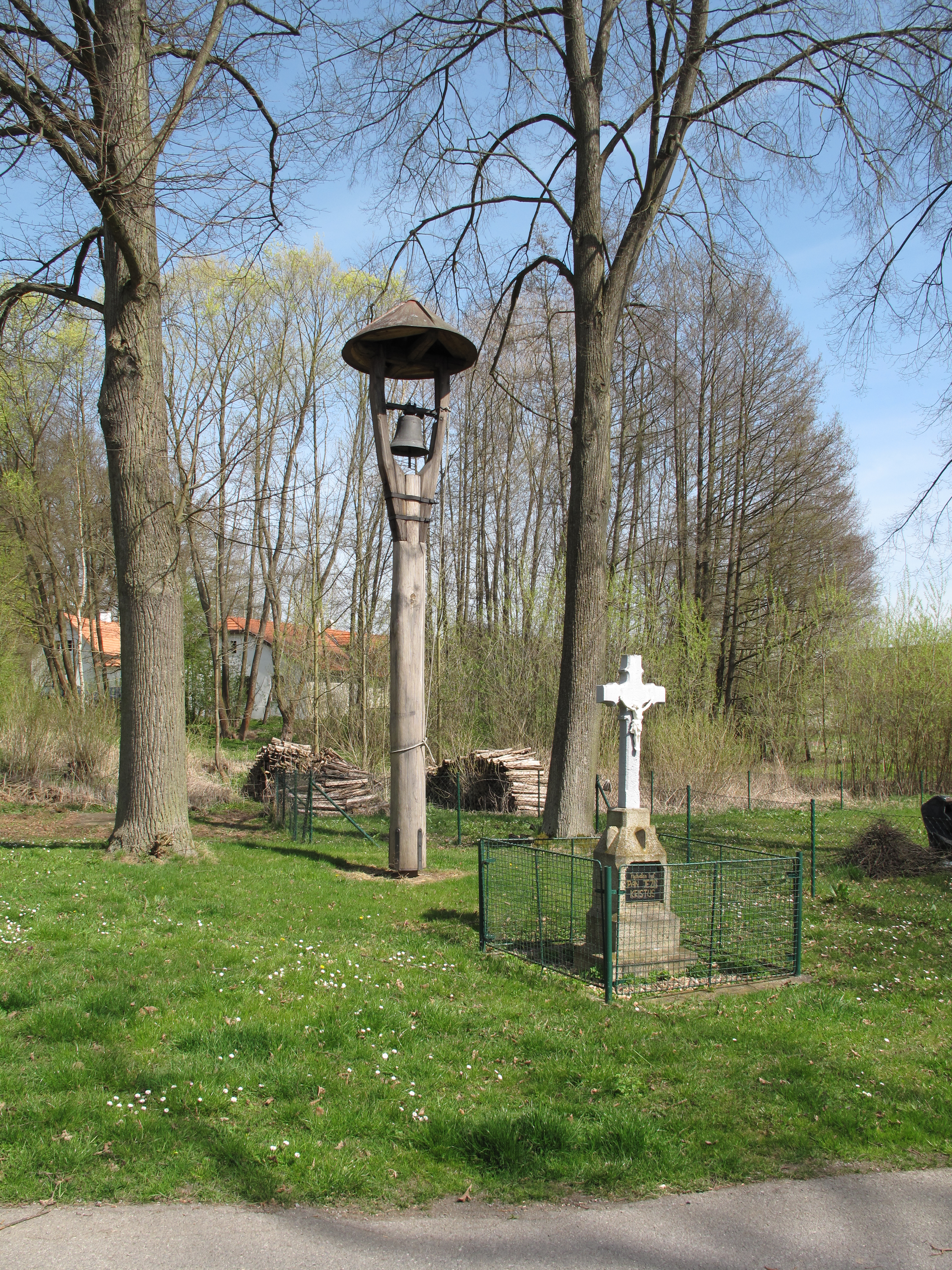
Zvonička